# Valero Energy
La Valero Energy Corporation è una società statunitense attiva nel campo della raffinazione del petrolio e del gas naturale. Ha sede a San Antonio (Texas) e fu fondata nel 1980. Essa possiede e gestisce 18 raffinerie negli Stati Uniti, in Canada e nei Caraibi che producono circa 3,3 milioni di barili al giorno, il che la rende una delle principali società del Nord America. È proprietaria del marchio di stazioni di servizio Shamrock e in passato del marchio Ultamar.

## Galleria d'immagini

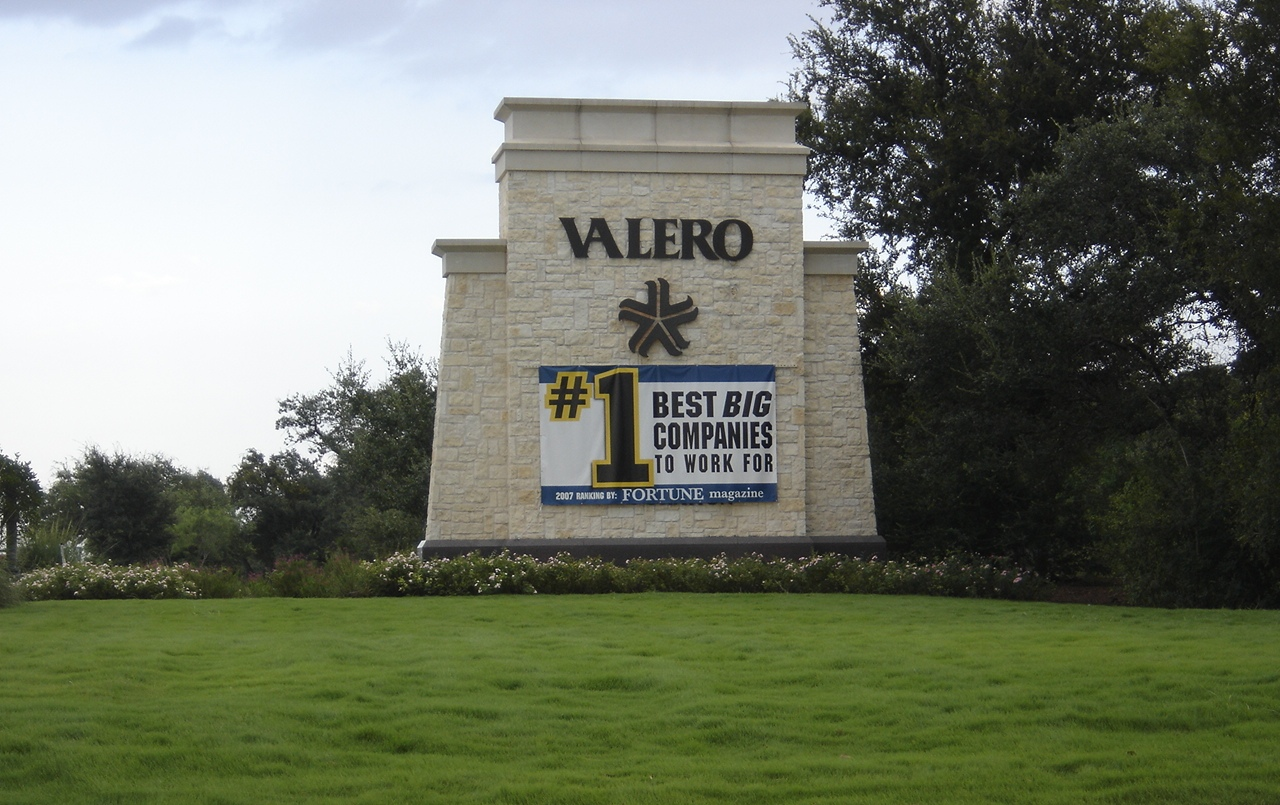
Insegna presso la sede centrale.
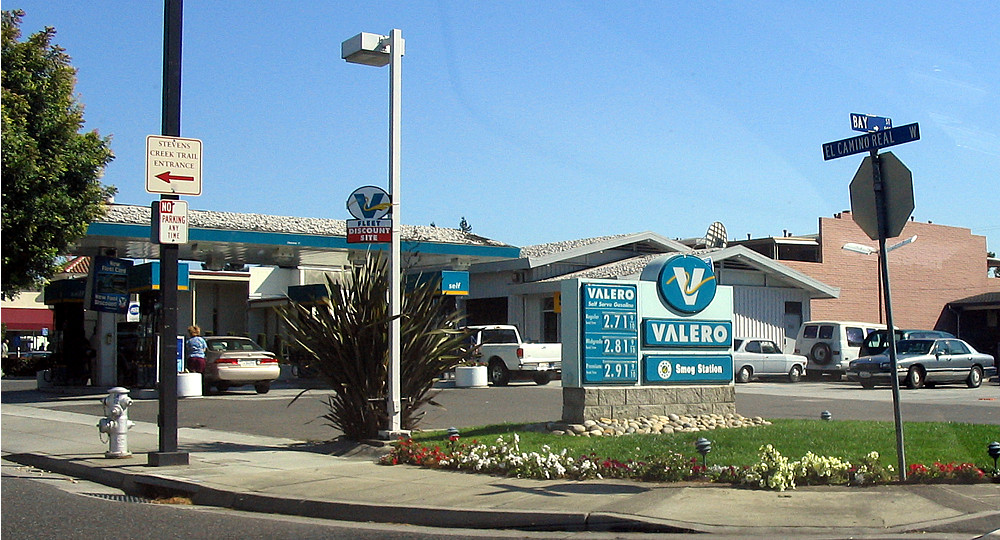
Una tipica stazione di servizio Valero in California.